# Athesis
Genre
Athesis est un genre de papillons de la famille des Nymphalidae et de la sous-famille des Danainae qui résident sur la côte nord et la côte Pacifique de l'Amérique du Sud.

## Historique et  dénomination
Le genre  Athesis a été nommé par Henry Doubleday en 1847.
Synonyme : Roswellia Fox, 1948.

## Liste des espèces
- Athesis acrisione Hewitson, 1869
- Athesis clearista Doubleday, [1847]
- Athesis vitrala Kaye, 1918[1].